# BandNews TV
BandNews TV (también conocido como BandNews) es un canal de televisión por suscripción brasileño de noticias que emite las 24 horas del día, con sede en São Paulo, capital del estado brasileño homónimo. Fue lanzado el 19 de marzo de 2001 por el Grupo Bandeirantes de Comunicação, siendo el segundo canal de noticias en Brasil. Es el tercer canal de noticias más visto en dicho país tras GloboNews y Record News.

## Historia y características
El canal inició sus transmisiones el 19 de marzo de 2001. Para su concepto de todo noticias, el canal dividió la hora en cuatro telediarios (uno cada quince minutos) y pasó a transmitirlos actualizándolos permanentemente. De esta forma, excluyendo los intervalos comerciales, también cuatro por hora, el canal pasó a transmitir 46 minutos de noticias cada 60. Emite los principales titulares cada 30 minutos y cuenta con corresponsales en todo Brasil, y en Estados Unidos y Europa.
En Estados Unidos, el 4 de septiembre de 2012 el canal dejó de ser transmitido por DirecTV, pasando días después de ser distribuido por Dish Network.